# Rokotopeppar
Rokotopeppar (Capsicum pubescens), även kallad rocoto och locoto, är en art i spanskpepparsläktet inom familjen potatisväxter.
Blomman är lila till färgen, med stam och blad som är håriga. Frukten blir vanligtvis oval och är röd eller gul till färgen. Äldre exemplar förvedas och kan bli upp till 15 år gamla och 4 meter höga.
Arten odlas huvudsakligen i Centralamerika och Sydamerika. Den är känd enbart som kulturväxt.

## Ursprung
Ursprunget är från förcolumbiansk tid, från ett område som ligger i det som nu är Peru, även om det fortfarande finns skilda åsikter om huruvida dess härkomst är Lambayeque eller Ica. Men utan tvekan är det i den andinska regionen som det finns ett större antal sorter, både vilda och odlade, som ger riklig skörd. Torkade frukter har hittats i gravar i Peru som är cirka 2 000 år gamla.

## Användning
Rocoto är en viktig del det peruanska och bolivianska köket.
I Peru är rocoto basen för många typiska rätter, särskilt i södra delen av landet, i Arequipa, Moquegua och Tacna. Den används till exempel i rocoto relleno från Arequipa, vars konsumtion är utbredd över hela landet. Rocoto är också en viktig ingrediens i ceviche, Perus nationalrätt.
I Bolivia konsumeras rocoto dagligdags i sallader; skuren i skivor eller tärningar för att åtfölja empanadas; blandad med tomater och olika aromatiska örter och som tillbehör och dekoration i olika traditionella rätter.

## Sorter
Det finns ganska många lokala sorter. Dessa saknar oftast internationellt accepterade namn, men ges här i urval för några vars sortnamn verkar vara accepterade.
| Sort             | Frukt                                |
| ---------------- | ------------------------------------ |
| 'Canario'        | Gul eller orange, stor som ett äpple |
| 'Cera Manzano'   | Gul, hetare än övriga i urvalet      |
| 'Peron'          | Päronformad                          |
| 'Rocoto Longo'   | Utvecklad på Kanarieöarna            |
| 'Rocoto Manzano' | Röd, stor som ett mindre äpple       |

## Scoville-tabell
Rokotopeppar satt i relation till några andra pepparsorter i scovilleskalan.
| Scovillegrader      | Typ av chili        |
| ------------------- | ------------------- |
| 15 000 000–16 000   | Ren capsaicin       |
| 2 000 000–5 300 000 | Vanlig pepparspray  |
| 100 000–200 000     | Rokotopeppar        |
| 2 500–8 000         | Jalapeño            |
| 2 500–5 000         | Tabascosås (vanlig) |
| 100–500             | Pimiento, Peperoni  |
| 0 (Ingen hetta)     | Paprika             |

## Bildgalleri

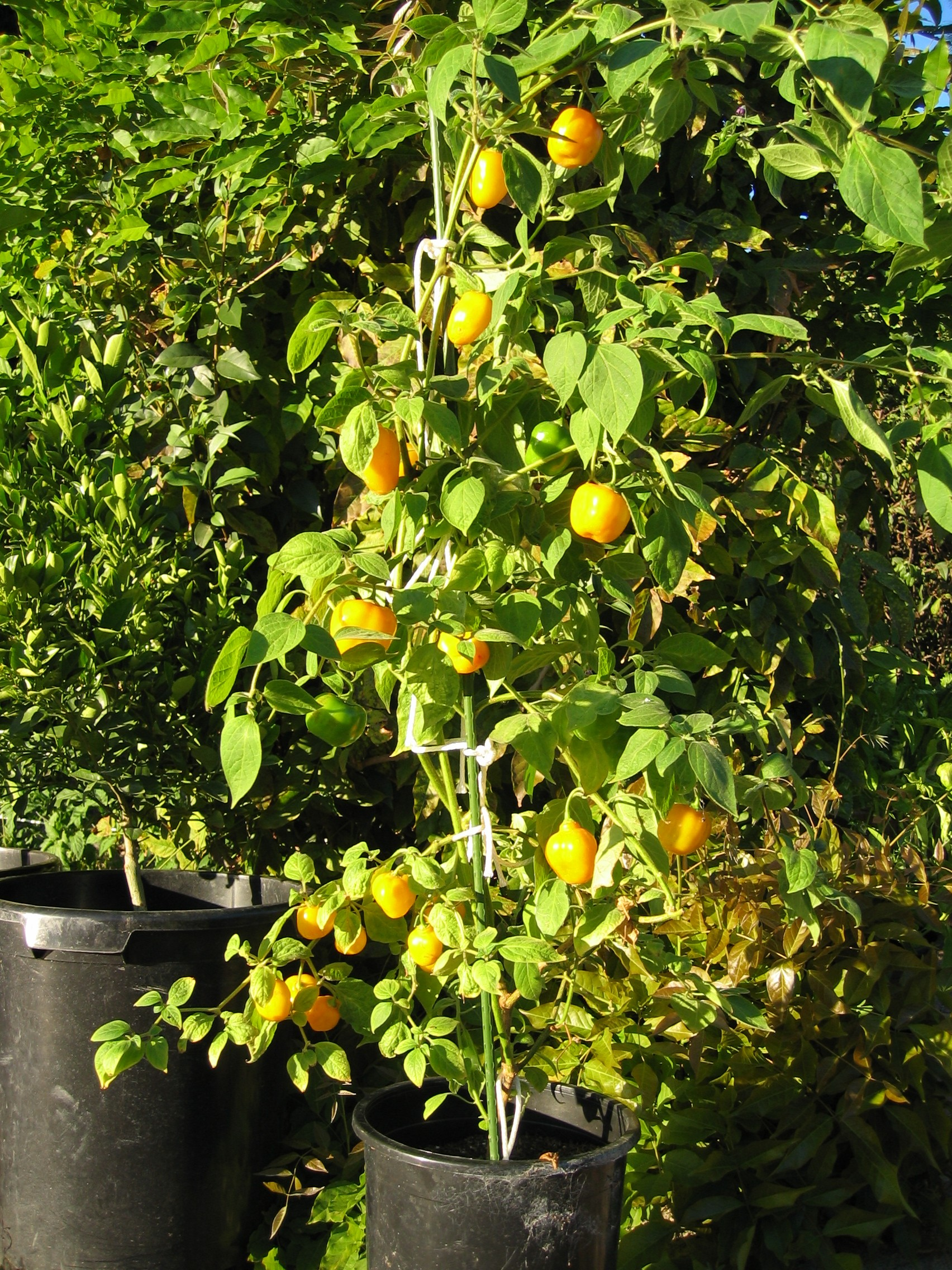
'Manzano'
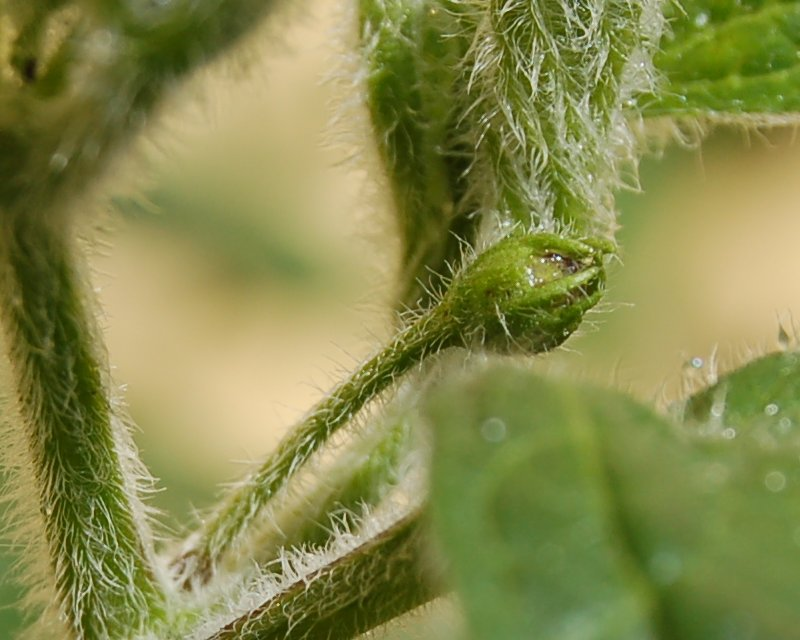
Rukutu blomknopp.
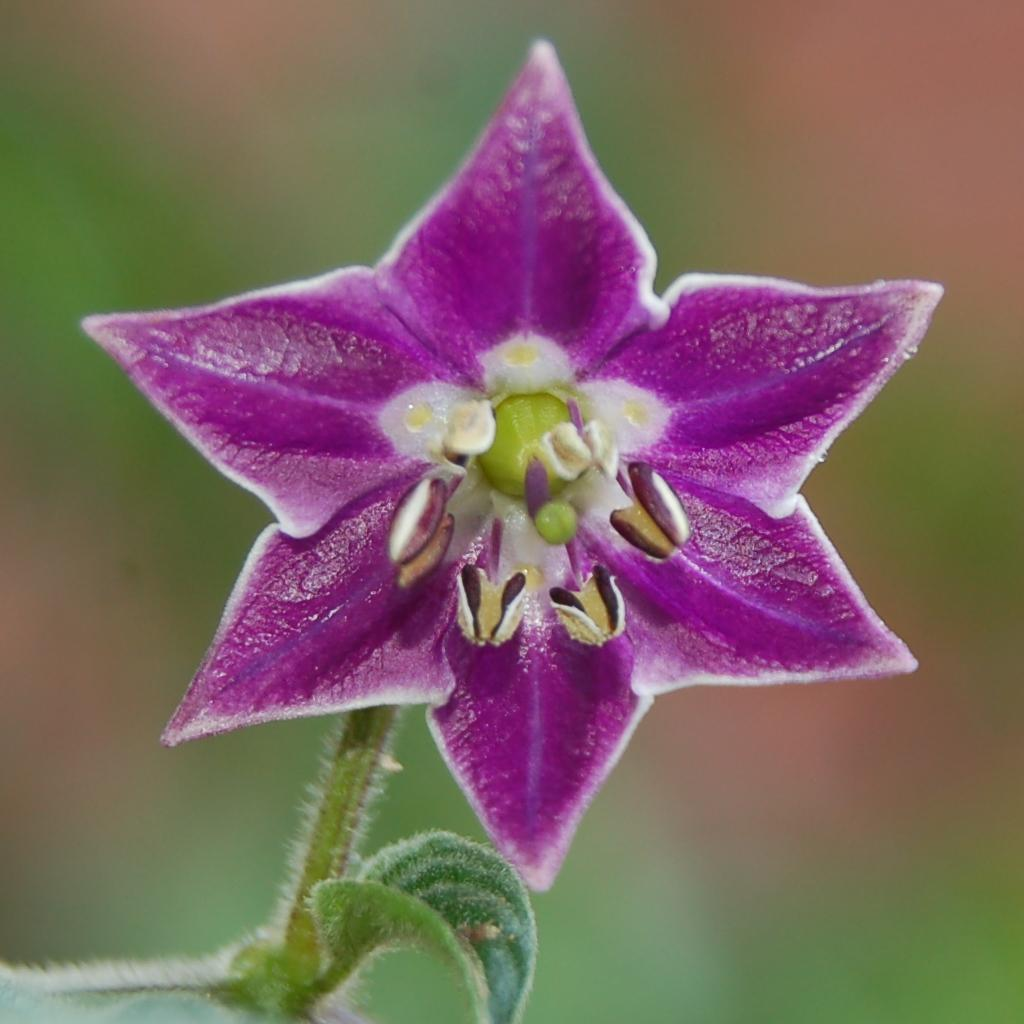
'Rukutu-blomma